# Login (Unix)
login – polecenie do logowania do systemu uniksowego. Może być także używane do przełączenia się pomiędzy kontami użytkowników w dowolnym momencie.

## Użycie[1]
```
login [ -p ] [ -d device ] [ -h hostname | terminal | -r hostname ] [ name [ environ ] ]
```

| argument                | znaczenie |
| ----------------------- | --- |
| -p                      | parametr używany do przekazywania zmiennych środowiskowych do powłoki logowania.                                                           |
| -d device               | login akceptuje opcje urządzenia, urządzenie; opcja -d jest dostępna tylko dla użytkowników, których UID i efektywny UID wskazują na roota |
| -h hostname \| terminal | parametr używany przez in.telnetd do przekazania informacji o zdalnym hoście lub typie terminala                                           |
| -r hostname             | parametr używany w in.rlogind do przekazania informacji o zdalnym hoście                                                                   |

Jeżeli polecenie zostało wywołane bez parametrów, to login poprosi o podanie nazwy użytkownika. Jeśli użytkownik nie jest rootem i istnieje plik /etc/nologin to wydrukowana zostanie zawartość tego pliku a login zakończy działanie.
Gdy do konta danego użytkownika jest przypisane hasło, to login poprosi użytkownika o jego podanie. Wszystkie nieudane próby logowania są raportowane. Poza tym wszystkie próby zakończone powodzeniem na konto roota także są raportowane. Po udanym logowaniu uruchamiana jest powłoka danego użytkownika.

### Przykłady[1]
```
login computerhope.com
```

Nastąpi próba logowania do domeny computerhope.